# Karoline Amaral
Karoline Amaral (Brasilia, 29 de junio de 1984) es una modelo brasileña. Ha sido la imagen de marcas como Boss, Emporio Armani, Erreuno, Iceberg y Roberta Scarpa, y ha desfilado por más de cien pasarelas en varias semanas de la moda.
Sus agencias de modelos son Modelwerk, Why Not Model Agency, Nass Model Mgmt y Premier.